# Gente qui gente là
Gente qui gente là è il primo album del gruppo musicale italiano I Romans, pubblicato dall'etichetta discografica Style nel 1970.

## Descrizione
L'album è prodotto da Gino Mescoli. Due componenti del gruppo, Ignazio Polizzi Carbonelli ("Polizzy") e Claudio Natili, sono autori completi di 8 dei 12 brani, inoltre in Apri gli occhi collaborano con Daiano e Martini, infine firmano gli adattamenti di Lollypop (cover di Lollypop and Goody Man), Te ne vai (I'm in Love (for the First Time)) e Dimmi o cielo (dal Largo dell'opera Serse di Georg Friedrich Händel).

## Tracce

### Lato A
1. Gente qui gente là
2. Nel fondo di un bicchiere
3. Lollypop (Lollypop and Goody Man)
4. Le scarpe mi portano da te
5. Te ne vai (I'm in Love (for the First Time))
6. Luce, sole e poi....

### Lato B
1. Ore 20,40
2. Dimmi o cielo (dal Largo dell'opera Serse di Georg Friedrich Händel)
3. 6/2023
4. Io, la primavera e tu
5. L'ora giusta
6. Apri gli occhi